# Parc naturel de la Haute-Sûre
Le parc naturel de la Haute-Sûre (en luxembourgeois : Naturpark Öewersauer, en allemand : Naturpark Obersauer) est un parc naturel au nord-ouest du Luxembourg. Créé en 1999, il est le plus ancien parc naturel du Luxembourg.

## Géographie
Le parc naturel de la Haute-Sûre est situé dans l'Oesling au nord-ouest du Luxembourg à la frontière avec la Belgique et, avec une superficie de 162 km² et environ 5500 habitants, couvre la superficie des quatre communes de Winseler, Boulaide, Lac de la Haute-Sûre et Esch-sur-Sûre autour du lac de la Haute-Sûre, le plus grand lac artificiel du Grand-Duché, qui couvre 380 ha et approvisionne deux tiers de la population luxembourgeoise en eau potable. Le parc naturel de la Haute-Sûre est membre du réseau des parcs nationaux dans la Grande Région et est adjacent à un autre membre du réseau, le Parc naturel Haute-Sûre Forêt d'Anlier en Belgique.

## Histoire
La création d'un parc naturel dans la région autour du lac de la Haute-Sûre remonte à 1989, bien que les premières idées aient été ébauchées dans les années 1950. Le 27 septembre 1993, le Syndicat pour l'aménagement et la gestion du parc naturel de la Haute-Sûre (SYCOPAN) est créé dans cet objectif, quelques semaines après l'adoption de la « loi du 10 août 1993 relative aux parcs naturels ».
Le parc naturel est officiellement créé par l'arrêté grand-ducal du 16 avril 1999 autorisant la création du syndicat pour l'aménagement et la gestion du Parc Naturel de la Haute-Sûre et publiés au Mémorial B no 26 du 21 mai 1999, avec un contrat entre l'État et les communes membres pour une durée de dix ans renouvelé depuis à chaque échéance.
Les communes fondatrices sont Boulaide, Ell, Esch-sur-Sûre, Heiderscheid, Lac de la Haute-Sûre, Neunhausen et Winseler. Les retraits puis les fusions de communes ont réduit le nombre de membres à quatre en 2012 : Boulaide, Esch-sur-Sûre, Lac de la Haute-Sûre et Winseler. En 2016, Wiltz rejoint le parc naturel et en 2020 la procédure d'adhésion de Goesdorf est lancée.

## Organisation

### Administration
Le parc naturel est administré par un syndicat intercommunal composé d'un Comité, d'un bureau exécutif et d'une commission consultative.

### Communes membres
- Boulaide
- Esch-sur-Sûre
- Lac de la Haute-Sûre
- Wiltz
- Winseler